# Cutie Pai
Cutie Pai, eine japanische Idol-Band, wurde am 21. April 2001 gegründet wurde.

## Geschichte
Ursprünglich bestand die Band aus Makky マッキー (Makkyguchi Youko), Mayu-chan まゆちゃん (Kanzaki Mayumi), Miyuu (Nagai Kasumi) und Aina. Aina verließ die Gruppe schon zwei Monate nach der Gründung, Miyuu etwa ein Jahr später. Im Mai 2002 kam für 10 Monate Momose Machiko in die Gruppe. Seitdem trat Cutie Pai zu zweit auf. Nachdem 2006 Makky die Gruppe verlassen hatte, wurde Cutie Pai um zwei neue Mitglieder ergänzt: Kiwa-san und chittchi.
Während Makky für die Gestaltung der Kostüme zuständig war, schreibt Mayu-chan die Liedtexte. Bekannt wurden sie in Deutschland durch zwei Auftritte (2003 und 2004) auf der AnimagiC in Koblenz. Ihr erstes Album Candy Train erschien zur AnimagiC 2004 – noch vor der Veröffentlichung in Japan.

## Diskografie

### Singles
- Reflection Love – 2002 (Titelsong der Anime-Serie G-on Riders)
- Hello Cutie Pai – 2003 (3 Versionen – auf dem Cover ist Machiko, Makky, oder Mayu-chan zu sehen.)
- Tamaniha Konna Koino Hajimari / Life – 2003 (たまにはこんな恋のはじまり　／　ライフ)
- Candy Express-Train – 2004 (キャンディトレイン特急)
- MayuKiwachi – 2006 (まゆきわチッ!)
- Bokunonyanko – 2007 (僕のニャンコ)
- OdekakeMayuchan – 2007 (おでかけまゆちゃん)
- Cosmic girl – 2007 (Cosmic少女)
- Chityanatubasa 2007 (小っちゃな翼)
- KonnaKiwasandesuga, Yoroshikune♪ – 2007 (こんなきわサンですが、ヨロシクね♪)
- Ameno Love Song 2007 (雨のLove Song)
- Tamaniha Konna Koino Hajimari / Non.nonplayboy – 2007 (たまにはこんな恋のはじまり / ノン・ノン・プレイボーイ)
- Taiyouninaritai – 2007 (太陽になりたい)
- Music rendez-vous – 2007 (ミュージック・ランデヴー)
- 70’ – 2007
- Graster – 2007 (グラスター)
- Eve – 2007

### Alben
- Candy Train – 2004 (キャンディトレイン)
- Hidariga Mayuchan Migi Makky – 2005 (左がまゆちゃん右マッキー)
- Cutie Pai – 2007
- Cutie Mania – 2008

### Videoalben
- Candy Express-Train – 2005 (キャンディトレイン特急)